# The Goddess of Sagebrush Gulch

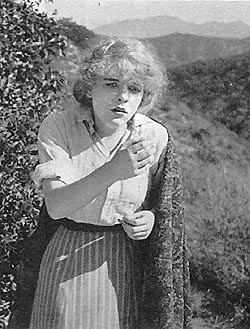
Blanche Sweet

The Goddess of Sagebrush Gulch é um filme mudo do gênero western estadunidense em curta-metragem de 1912, escrito e dirigido por D. W. Griffith. O filme foi estrelado por Blanche Sweet.

## Elenco
- Blanche Sweet
- Charles West
- Dorothy Bernard
- Harry Hyde
- Christy Cabanne
- William A. Carroll
- Frank Evans
- Charles Gorman
- Wilfred Lucas
- Charles Hill Mailes
- W. Chrystie Miller
- Frank Opperman
- Anthony O'Sullivan
- Alfred Paget
- W. C. Robinson